# Fritz Gerlich

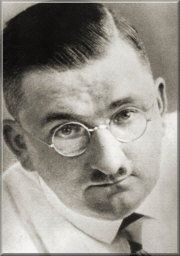
Fritz Gerlich (1929)

Carl Albert Fritz (Michael) Gerlich (15 de fevereiro de 1883 – 30 de junho de 1934) foi um jornalista e historiador alemão e um dos principais jornalistas a resistir a Adolf Hitler. Ele foi preso e morto no campo de concentração de Dachau.

## Início da vida
Gerlich nasceu em Stettin, Pomerânia, e cresceu como o mais velho dos três filhos do peixeiro atacadista e varejista Paulo Gerlich e sua mulher Teresa. No Outono de 1889, Gerlich foi matriculado no Marienstiftungymnasium (Escola de Gramática de Nossa Senhora) e formou-se em sua classe lá em 1901.
Em 1902, ele começou seus estudos na Universidade de Munique, e primeiro se formou em matemática e ciências naturais antes de mudar para história. Na universidade, ele era um membro ativo da União dos Estudantes Livres (da palavra alemã Freistudentenschaft). Ele escreveu sua tese de doutorado, "O Testamento de Henrique VI", e completou-a, em 1907.
Em 9 de outubro de 1920, casou-se com Sophie Botzenhart, nascido Stempfle, em Munique.

## Carreira
Após completar seus estudos com um doutorado, Dr. Gerlich tornou-se um arquivista.
Ele também começou a contribuir com artigos políticos que eram anti-socialistas e nacional-conservadores nas publicações Süddeutsche Monatshefte, que era editada por Paulo Nikolaus Cossmann, e Die Wirklichkeit (em 1917). Em 1917, ele também tornou-se ativo no Partido da Pátria Alemã (Deutsche Vaterlandspartei) e depois foi dissolvido na Liga Anti-Bolchevique (Antibolschewistische Liga) (1918/19).
Em 1919, publicou o livro o Comunismo como a Teoria do Ano do Reich de Mil Anos (Der Kommunismus als Lehre vom Tausendjährigen Reich), onde Gerlich comparavacomunismo, com o fenômeno da redenção religião. Um capítulo inteiro no trabalho é dedicado a denunciar o anti-semitismo, que tinha ganhado terreno devido a posições de liderança de muitos Judeus na Revolução, e a fundação da União Soviética e da República Soviética da Baviera.
Durante esses anos, o ponto de vista político de Gerlich tornou-se mais liberal. Em 1920, ele foi indicado como candidato ao Landtag Bávaro e ao Reichstag alemão para a esquerda-liberal pelo Partido Democrata Alemão (Deutsche Demokratische Partei).

### Editor-chefe doMünchner Neueste Nachrichten
De 1920 a 1928, ele foi editor-chefe da Münchner Neueste Nachrichten (MNN), um antecessor do atual Süddeutsche Zeitung na medida em que sua circulação foi uma das maiores no sul da Alemanha. Como editor, Dr. Gerlich foi contrário do Nazismo e ao Partido Nacional Socialista de Hitler como "assassinos". No início da década de 1920, ele tinha visto a prova da tirania Nazista em Munique. Uma vez que um conservador, nacionalista, depois de 1923 Putsch da Cervejaria Gerlich decisivamente virou-se contra Hitler e tornou-se um de seus críticos mais ferozes. Outros críticos dos Nazistas dos dias de Gerlich no MNN, mais tarde, foram presos, como: Fritz Buechner, que substituiu Gerlich como o editor do MNN, Erwein Freiherr von Aretin, que foi editor o MNN, e Cossmann, que escreveu para o MNN, todos os quais tinham dirigiram o MNN para apoiar o retorno da monarquia.

### Amizade com Therese Neumann
Em 1927, ele havia feito amizade com Teresa Neumann, uma mística católica de Konnersreuth, Baviera, que apoiou as atividades de resistência de Gerlich. Inicialmente, ele queria expor seu estigmatismo como uma fraude, mas Gerlich voltou um homem mudado e, mais tarde converteu-se do Calvinismo para o catolicismo, em 1931. A partir desse ano, até a sua morte, sua resistência tornou-se inspirado na doutrina social da Igreja Católica.

### O jornalO Caminho Reto
Dr. Gerlich voltou em novembro de 1929 a seu trabalho nos Arquivos Nacionais da Baviera. Um círculo de amigos que tinha se desenvolvido em torno de Neumann deu origem a ideia da fundação de um  jornal político semanal para lutar contra os extremismo político da esquerda e da direita na Alemanha. Suportado por um patrocinador rico, o Príncipe Waldburg-Zeil, Gerlich foi capaz de dominar o jornal semanal O Domingo Ilustrado (Der Illustrierte Sonntag), que foi renomeado para O Caminho Reto (Der Particularmente Weg), em 1932.
Neste jornal, o Dr. Gerlich opôs-se ao comunismo, o Nacional-Socialismo e o antissemitismo. A disputa com o crescente movimento Nacional-Socialista movimento tornou-se o foco central de Gerlich e sua escrita posterior. No final de 1932, a circulação do semanário era de mais de 40.000 leitores.
Gerlich escreveu uma vez "O Nacional-Socialismo significa: Inimizade com nações vizinhas, a tirania interna, guerra civil, guerra mundial, a mentira, o ódio, o fratricídio e desejos sem limites."

## Prisão e morte no campo de concentração de Dachau
Depois que os Nacional-Socialistas tomaram o poder em 30 de janeiro de 1933, Gerlich foi preso em 9 de Março internado no campo de concentração de Dachau, onde morreu em 30 de junho de 1934, durante a Noite das Facas Longas. Sua morte foi oficialmente anunciada dias depois de seu assassinato, e o anúncio foi publicado na imprensa internacional na época.

## Representações na ficção
Gerlich foi retratado no filme de televisão Hitler: A Ascensão do Mal pelo ator Matthew Modine. No filme, como ele dita a primeira página do artigo, que adverte para o perigo da posse de Hitler, Gerlich termina com as palavras: "A pior coisa que podemos fazer, o pior absoluto, é não fazer nada". Esta linha é inspirada por uma citação, muitas vezes, incorretamente atribuída a Edmund Burke: "A única coisa necessária para o triunfo do mal é os homens bons não fazerem nada."